# Huawei P30
Huawei P30 é um smartphone que foi fabricado pelo Huawei Technologies Co. Ltd.
Foi apresentado em 26 de março de 2016 num evento em Paris, sucedem à série Huawei P20 na gama P da empresa.